# 壱岐弁
壱岐弁（いきべん）は長崎県壱岐市（旧壱岐国）で話される日本語の方言である。九州方言の肥筑方言に属し、文法は本土の他の肥筑方言とほぼ共通する。壱州弁とも呼ばれる。

## アクセント
壱岐弁のアクセントは東京式アクセントの変種で、島内大部分の地域は福岡県筑前地方（福岡市周辺）のものに近い。ただ、北部の勝本などでは他と異なっている。金田一春彦は、大分県のアクセントのような外輪東京式アクセントが変化して筑前・壱岐のアクセントになったと推定しているので、下に大分・東京との対照表を掲げる。二拍名詞に助詞（「が」など）を付けた場合のアクセントについて示し、高く発音する部分を上線で表す。表中の「○○類」については類 (アクセント)を参照。
|        | 語例       | 壱岐大部分 | 勝本 | 大分 | 東京 |
| ------ | ---------- | ---------- | ---- | ---- | ---- |
| 第一類 | 牛・鳥・鼻 | ○が        | ○○が | ○○が | ○○が |
| 第二類 | 石・音・紙 | ○が        | ○○が | ○○が | ○が  |
| 第三類 | 犬・花・山 | ○が        | ○が  | ○が  | ○が  |
| 第四類 | 糸・笠・空 | ○○が       | ○○が | ○○が | ○○が |
| 第五類 | 秋・雨・春 | ○○が       | ○○が | ○○が | ○○が |

## 文法
他の九州方言、西日本方言と共通する特徴はそれぞれの項目を参照のこと。
他の九州方言と同じく、下二段活用の動詞を持つ。また、壱岐ではかつての上二段の動詞が、「起けん」（起きない）、「起けた」（起きた）、「起くる」（起きる）のように下二段活用になっている。動詞の否定過去には、「行かじゃった」「行かやった」（行かなかった）のように、「-じゃった」「-やった」を用いる。また、過去推量に「行っつろー」（行っただろう）のような「つろー」を用いる。
他の肥筑方言と同じく、形容詞は「良か」のようなカ語尾を用いる。また、準体助詞に「と」や「つ」が用いられる。「から」にあたる理由・原因を表す接続助詞には「けん」や「せん（しぇん）」、「けれども」にあたる逆接の接続助詞には「ばってん・ばって・ばってかー」が使われる。
敬語の動詞「ござる」（いる・来る）があり、本動詞や補助動詞として用いられる。また敬語の助動詞として「しゃる」（例：行かっしゃる）や「んす」（例：行かんす）がある。

## 語彙
- ありかり…馬鹿
- あんじんなか（あんじむなか）…案じる事も無い→思ってもみない、予想だにしない
- いげ…とげ
- いっきょい…とても
- いんげ、いんにゃ…いいえ
- いるわん…嫌だ
- うぜらしか（うじぇらしか）…不潔だ。汚い。うるさい。まとわりついてうっとうしい。
- うてあう（うてやう）…相手にする
- ええらしか…かわいらしい
- えすか…とても。たいそう。
- えらかす…騙す
- おおばんげーな…大それた
- おし…お前
- おり…（一人称を指す）俺、自分
- おろよか…よくない、弱い、ボロだ
- かくべつ…大した事ないさま。標準語とは逆の意味。[例:せっかくもろうたばって、あら、格別なもんじゃった。→せっかく貰ったけれど、あれは、大した事ない物だったよ。]
- かわさ…卵焼き
- ぎゅうらしい…騒々しい
- きびしょ…急須
- ぐうらしい…暑苦しい
- けえ…来い
- けねやね…家族みんなで
- ごっとり（ごろごっとり）…あるだけ全部
- しのべる…片付ける
- すそご…末っ子
- すだめる（すだむる）…（液状の物に対して）全部無くしてしまう。[例:味噌汁の後ちょっと残っちょるけん、すだめちおしまい。→味噌汁が後少し残っているから、全部（椀に注いで）なくしてしまって。]
- すらごつ…空事→作り話。嘘の話。
- そびく…引っ張る
- てーあげ…四十九回忌
- だご…団子。団子状態。
- たび…壱岐島外の場所を指す言葉。[例:あん人はたび行たちょる→あの人は壱岐島外へ行っている]
- たましなし…魂無し→やる気無し。根性無し。
- たりかぶる…下痢をする。
- たんがる（たんぐぁる）…驚く
- てんで…とても
- どうさるっちゅう…どうされると言う→どうできようと言うのか。いや、どうにもできない。→どうしようもない。
- なーえ（終助詞）…文の最後に付けて、感じ入るような表現を作る。[例:一体どうしよったっちゅうなーえ。→一体どうしていたと言うのかなぁ。]
- にき…（ある場所の）近く。そば。
- にくじゅう…人の嫌がる事。
- へっぱく…そのような事。特に「いらんへっぱく」として「不必要な事」という形で用いる事が多い。[例:いらんへっぱくばするな。→しなくていいような事をするな。]
- ぼうぶら…カボチャ
- まりかぶる…尿を漏らす。
- よさり…夜
- -んめぇ…（動詞の未然形につけて打ち消しの意思・推量を表す）-するまい、-しないだろう、-しないでいよう[例:食べんめぇや→食べるまいよ、食べないでおこうよ]